# Montplà
El Montplà es una montaña de 310 metros de altitud que se encuentra en el Macizo del Montgrí, dentro del término municipal de Torroella de Montgrí, en la comarca del Bajo Ampurdán. Es la montaña más alta del Macizo del Montgrí, pero el castell del Montgrí la supera en altura. El acceso a la misma se realiza a través de los senderos situados en el este y oeste (Coll d'en Garrigàs). Al este de la montaña se encuentran las dunas continentales de Torroella. Al oeste, una vez atravesado la cima, se halla el Montgrí.